# Rakel
För andra betydelser, se Rakel (olika betydelser).

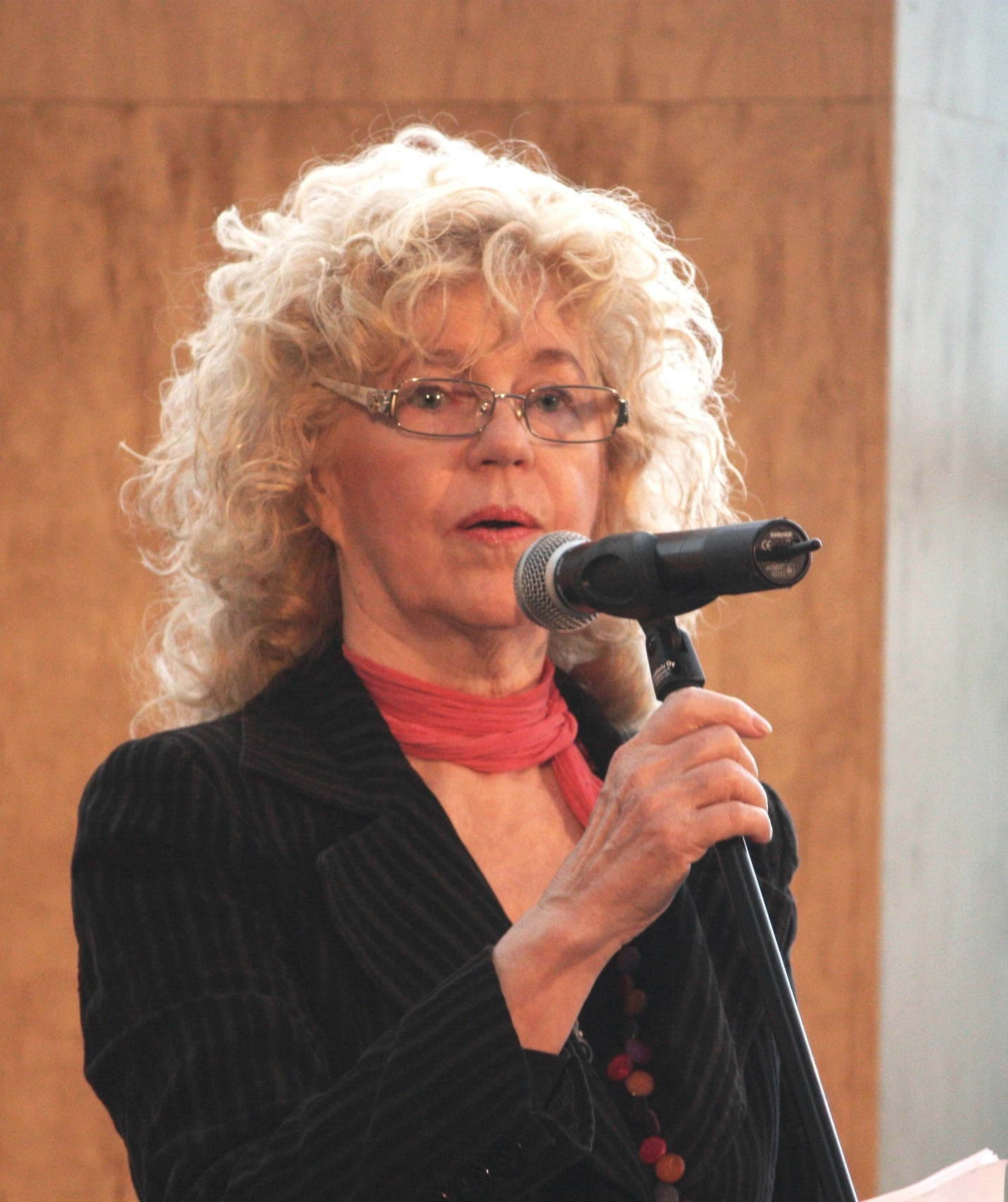
Rakel Liehu, 2010.

Rakel är ett hebreiskt (רָחֵל Rachel) namn som ursprungligen betyder 'fårtacka', men som också kan tolkas som 'den moderliga'. I Bibeln var Rakel hustru till Jakob och moder till Josef och Benjamin . Andra stavningsvarianter är Rachel och Raquel.
Namnet är för närvarande ganska ovanligt, men användandet har stigit något efter sekelskiftet. Den 31 december 2009 fanns totalt 1 722 personer i Sverige med namnet Rakel, varav 837 med det som tilltalsnamn. År 2003 fick 33 flickor namnet, varav 17 fick det som tilltalsnamn.
Namnsdag i Sverige: 26 juni, (1993–2000: 28 december). I den finlandssvenska namnsdagslängden har Rakel namnsdag 17 december sedan starten 1929, då en egen namnsdagskalender togs i bruk för finlandssvenskar.

## Personer med namnet Rakel, Rachel, Raquel eller Rahel
- Rakel (Bibeln)
- Rachel, fransk 1800-talsskådespelerska
- Rahel Belatchew, arkitekt
- Rachel Carson, amerikansk författare och marinbiolog
- Rakel Chukri, journalist
- Rachel Fattal, amerikansk vattenpolospelare
- Rachel Goswell, brittisk musiker (Slowdive, Mojave 3)
- Rakel Liehu, finländsk författare
- Rachel Mohlin, skådespelerska
- Rachel Riddell, kanadensisk vattenpolomålvakt
- Rachel Ward, brittisk skådespelerska
- Rachel Weisz, brittisk skådespelerska
- Raquel Welch, amerikansk skådespelerska
- Rakel Wärmländer, skådespelerska